# Toni Fisher
Pour les articles homonymes, voir Fisher.
Toni Fisher, née Marion Colleen Nolan le 4 décembre 1924 à Los Angeles (Californie), et morte le 11 janvier 1999 à Salt Lake City (Utah), est une chanteuse particulièrement connue pour ses enregistrements des chansons The Big Hurt et West of the Wall.

## Biographie
Tony Fisher a passé la plus grande partie des années 1950 à se produire dans de petits clubs de nuit de la région de Los Angeles. Une démo de la chanteuse a attiré l'attention du producteur Wayne Shanklin, qui a proposé à celle-ci d'enregistrer une de ses compositions, The Big Hurt. L'enregistrement, réalisé dans un studio de Los Angeles, s'est démarqué par l'emploi d'une technique de changements de phases qui lui a donné une sonorité toute particulière. Le single, produit sur le label Signet de Shanklin, a été pressé avec "Miss Toni Fisher" comme nom d'interprète. Selon le disque jockey Wink Martingale, on a voulu s'assurer que la voix particulièrement puissante entendue sur le disque était bien celle d'une femme. The Big Hurt a fait son entrée au Billboard Hot 100 en novembre 1959; le 28 décembre suivant, le single s'installait en 3e position du classement pour deux semaines. Plusieurs interprètes ont repris la chanson, entre autres Del Shannon et Vikki Carr.
Deux autres singles de Tony Fisher se sont classés au Hit Parade : en 1960, une version de How Deep Is the Ocean?, la célèbre composition d'Irving Berlin. et en 1962, West of the Wall, une chanson inspirée par la crise du Mur de Berlin, et aussi une composition de Wayne Shanklin, qui a atteint le Top 40.
Toni Fisher a continué à travailler comme chanteuse jusqu'à la fin des années 1960. Elle est morte en 1999 à l'âge de 74 ans dans un hôpital de Salt Lake City.